# Карате клуб Љубишња (Фоча)
Карате клуб Љубишња из Фоче је карате клуб који је, поред редовних активности, препознатљив по посебној секцији која делује у оквиру клуба — секцији за рад са особама са потешкоћама у развоју. Клуб под наведеним називом ради од 2007. године. Бележи значајне резултате на балканским, европским и светским првенствима.

## Секције
- Секција за рад са особама са потешкоћама у развоју
- Секција за рад са Ратним војним и другим инвалидима
- Соколско друштво Челебићи

## Резултати на такмичењима
- Специјална Олимпијада БиХ за особе са потешкоћама у развоју (2021. године):

- трка на 50 метара — треће место, бронзана медаља;

- скок удаљ — треће место, бронзана медаља;

- бацање кугле — прво место, златна медаља.

- Међународни турнир Трофеј Бијељине (2021. године):

- јуниор - борбе појединачно, 76 килограма  — треће место, бронзана медаља;

- кате појединачно — прво место, златна медаља.

- Међународни турнир Трофеј Никшића (2021. године):

- кате појединачно (секција-особе са потешкоћама) — прво место, златна медаља;

- борбе појединачно, јуниор, до 76 килограма  — друго место, сребрна медаља;

- борбе појединачно, јуниор, преко 76 килограма — друго место, сребрна медаља.

## Извор
- Летопис Карате клуба Љубишња из Фоче